# Dianthus desideratus
Dianthus desideratus är en nejlikväxtart som beskrevs av Arne Strid. Dianthus desideratus ingår i släktet nejlikor, och familjen nejlikväxter. Inga underarter finns listade i Catalogue of Life.